# Ибн Хамдис
Абу Мухаммад Абд аль-Джаббар ибн Абу Бакр аль-Азди ас-Сакал(л)и (араб. أبو محمد عبد الجبار بن أبي بكر الصقلي‎), более известный как Ибн Хамди́с (араб. ابن حمديس‎; ок. 1055, Ното — ок. 1132) — арабский поэт, уроженец Сицилии (араб. Сакаллия), выдающийся мастер куртуазной лирики. В поэтическом мастерстве прославился любовными и застольными песнями, стихами о природе.

## Биография
Ибн Хамдис родился в городе Ното недалеко от Сиракуз. Когда ему был 31 год, город захватили норманны, и Ибн Хамдису пришлось перебраться в андалусскую Севилью, принадлежавшую тогда мусульманам, где он подружился с принцем аль-Мутамидом, который также был поэтом. После того, как Аль-Мутамид умер в альморавидском застенке в Марокко, Ибн Хамдис перебрался в Алжир под защиту принца Аль-Мансура. После смерти Аль-Мансура Ибн Хамдис перебрался в тунисскую Махдию в качестве гостя правителей из династии Зиридов.
Ибн Хамдис побывал практически во всех мусульманских государствах Средиземноморья, и скончался примерно в 1132 году на Мальорке. Его поэтическое наследие составляют около 6 тыс. стихотворений, большинство из которых посвящено потерянной им Сицилии.
В одном из его стихотворений содержится поэтическое описание устройства, напоминающего по своей конструкции и назначению очки.